# Naked (canción de Ava Max)
«Naked» —en español: «Desnuda»— es una canción de la cantante estadounidense Ava Max de su álbum de estudio debut Heaven & Hell (2020). Fue escrita por Max, Bonnie McKee, Eden xo, Parrish Warrington, Diederik van Elsas y Cirkut, quien también produjo la canción junto con Trackside. El 18 de septiembre de 2020 se lanzó un video musical, que fue dirigido por la directora de videos musicales estadounidense Hannah Lux Davis. Se comparó con la película de ciencia ficción El quinto elemento (1997).

## Antecedentes y composición
«Naked» fue escrita por Max, Bonnie McKee, Eden xo, Parrish Warrington, Diederik van Elsas y el productor Cirkut. Trackside también participó en la producción de la canción. Es una canción pop, dance pop y synth pop. La canción fue descrita como «impulsada por el bajo», mientras que también incluía un toque de ser una power ballad. Los sintetizadores retro se utilizan en el coro hímnico mientras Max canta la letra «Puedes quitarme toda la ropa y nunca verme desnuda». Max había dicho que «Naked» trataba de «las emociones reales por las que pasamos», y que sus mayores vulnerabilidades se las guarda para sí misma. La canción fue escrita inicialmente como una balada, pero fue cambiada por Cirkut cuando Max no estaba satisfecha con el concepto original.

## Recepción crítica
Bailey Slater de Wonderland escribió que «Naked» es «pop en su forma más reluciente y divina, no demasiado seria, pero igualmente bastante profunda y pegadiza sin esfuerzo», comparando favorablemente la canción con un fuerte lado B de Carly Rae Jepsen. Jason Lipshutz de Billboard declaró que la canción tuvo una de las mejores introducciones de coro en 2020, mientras que Michael Cragg de The Guardian comentó que compartía la «nostalgia nostálgica y horneada» utilizada en la canción de Katy Perry de 2010 «Teenage Dream» como Max canalizó el «anhelo controlado» de Ariana Grande. Justin Curto de Vulture señaló que, si bien la letra se parecía a «descripciones vagas de Instagram», elogió la melodía y la producción. Destacó el puente final y el coro como el mejor intento de Max de canalizar a Mariah Carey, y fue su «mejor interpretación vocal». Sin embargo, Nicholas Hautman de Us Weekly criticó a «Naked» por contener letras cliché sobre «quitarse la ropa».

## Video musical
Max había mencionado en una entrevista con la estación de radio XL 1067 que había grabado dos videos musicales, uno para «OMG What's Happening» y otro para «Naked». El 16 de septiembre de 2020, se subió el video musical de «Naked» en YouTube para ser estrenado el 18 de septiembre de 2020. El video futurista muestra a Max como un extraterrestre con «ropa escasa y cabello naranja», quien fue comparada con el personaje de Milla Jovovich de la película de ciencia ficción de 1997 El quinto elemento.

## Créditos y personal
Créditos adaptados de Tidal.
- Amanda Ava Koci - voz, composición
- Henry Walter - producción, composición
- Trackside - producción
- Bonnie McKee - composición
- Diederik van Elsas - composición
- Jessie Eden Malakouti - composición
- Parrish Warrington - composición
- Chris Gehringer - masterización
- Serban Ghenea - mezcla
- John Hanes - ingeniería

## Posicionamiento en listas
| Listas (2020)                    | Mejor posición |
| -------------------------------- | -------------- |
| Nueva Zelanda (RMNZ Hot Singles) | 38             |